# Agostino Ferrari
Agostino Ferrari (Milano, 9 novembre 1938) è un pittore italiano.

## Biografia
Attratto dall'arte sin dall'infanzia, nel 1959 conosce il pittore Remo Brindisi, che lo invita a lavorare nel suo studio. Nel 1961, alla galleria Pater di Milano e con la presentazione del critico Giorgio Kaisserlian, realizza la sua prima mostra. Le opere di questo periodo si ispirano alla periferia industriale milanese di fine anni cinquanta e, pur essendo assolutamente non figurative e risentendo anzi della lezione dell'Arte informale, mostrano un'esplicita influenza naturalistica, che traspare anche dal titolo scelto per raggruppare le tavole e i disegni di quegli anni: Natura Paesaggio Circostante. Imprime un salto evolutivo nella pittura di Ferrari la lunga frequentazione di Lucio Fontana, che non si traduce in intima adesione ai principi dello Spazialismo, ma piuttosto in un più generico spessore riflessivo, latamente filosofico, del suo fare artistico che si è mantenuto intatto, pur tra ripensamenti e sperimentazioni, attraverso i decenni.

## Il Cenobio e la scrittura non significante
Decisivo per gli sviluppi successivi della ricerca artistica di Agostino Ferrari è l'incontro con Ugo La Pietra, Angelo Verga, Ettore Sordini, Alberto Lùcia (poeta) e Arturo Vermi, che segna la nascita, nel 1962, del Gruppo del Cenobio. Il sodalizio ha vita breve (nonostante l'amicizia e la collaborazione tra i diversi componenti siano proseguite negli anni), ma lascia una traccia duratura nell'effervescente scena milanese di quel periodo, e soprattutto rappresenta per Ferrari l'inizio della ricerca sul segno, filo conduttore di tutta la sua attività artistica. Attraverso un uso minimale del segno il Cenobio ha cercato, infatti, di ripensare la pittura, difendendola sia dalle posizioni radicalmente critiche di Piero Manzoni sia dal crescente favore del pubblico per un'arte concepita principalmente come evento e installazione. La poetica del gruppo si esprime nel tentativo di riportare la pittura a una specie di “grado zero”, a un momento primevo, in cui il segno non è ancora diventato simbolo e scrittura. Sulla scia di queste intuizioni, tra il 1962 e il 1964, il segno di Ferrari si trasforma in una sorta di scrittura non significante: è il momento della serie di opere denominate Segno-Scrittura.

## Il segno acquista una dimensione plastica
Tra il 1964 e il 1965 Ferrari compie due lunghi viaggi a New York, dove esplora l'ambiente della Pop Art e conosce artisti come Roy Lichtenstein, Robert Rauschenberg, Billy Apple, Jasper Johns. Risente di queste esperienze, pur lontane dalla sua visione, la serie dei Labirinti, quadri focalizzati sulla descrizione di concetti plastici. Dal 1966 inizia la ricerca dell'oggettualizzazione del segno attraverso le opere dal titolo Teatro del segno, ricerca che si conclude nel 1976 con la serie delle Contaminazioni. Sono quadri-oggetto che cercano di superare la bidimensionalità della tela e di dare un'immagine più fisica, oggettiva e materiale, del segno. Pressoché contemporanee sono le opere raggruppate sotto il titolo Forma Totale. Si tratta di composizioni che rompono i confini perimetrali della tela e che cercano di dare allo spettatore un'impressione di armonia ed equilibrio facendo dialogare le forme, i segni e l'uso quasi esclusivo dei colori bianco e azzurro.

## Il colore e le emozioni: l'Autoritratto
Nei primi anni settanta Agostino Ferrari concentra la sua attenzione proprio sui colori, mettendoli in stretta relazione con segni e forme geometriche specifiche, e cercando di indagarne gli aspetti emozionali oltre che le loro qualità ottico-percettive. A questa fase sono legate le opere intitolate Segno-Forma-Colore, il cui apice è rappresentato dalla creazione, nel 1975, dell’Autoritratto, installazione (l'unica mai realizzata da Ferrari) di grandi dimensioni dall'andamento spiraliforme, esposta da allora in più sedi e occasioni (la più recente, nel 2010, alla Casa del Mantegna a Mantova, in un'esaustiva retrospettiva dell'Artista curata dalla critica e storica dell'arte Martina Corgnati). La produzione artistica di questo periodo è accompagnata da brevi scritti teorici, nei quali l'Artista cerca di sistematizzare con maggior rigore le sue esperienze e idee. Significativo in questa ricerca di rigore non solo formale è anche l'originale tentativo di "dialogare" con la scienza, cioè con un mondo e un linguaggio che sono comunemente considerati agli antipodi della pratica artistica: nel 1974, al Museo Nazionale della Scienza e della Tecnologia "Leonardo da Vinci" di Milano, Ferrari espone i lavori e le riflessioni del ciclo Segno-Forma-Colore all'interno di 20.000.000 di anni luce mostra-evento ideata da Arturo Vermi.

## Il ritorno al segno e alla scrittura lineare
A partire dal 1978 l'espressione incentrata sul segno riemerge con forza nelle opere di Ferrari e dal 1983 il segno torna ad essere protagonista assoluto nella serie degli Eventi, quadri realizzati incollando sulla tela sabbia nera d'origine vulcanica, materiale che ancora oggi costituisce un elemento caratterizzante della sua pittura. Sono opere dalla forte impronta lirica, preminente sui tratti speculativi e concettuali, pur presenti. Nel 1995 vengono realizzate quattro mostre rievocative dell'attività svolta dal gruppo del “Cenobio” (a Palazzo Martinengo a Brescia, alla Galleria Peccolo di Livorno, all'Artestudio di Milano e allo Studio Delise di Portogruaro). Nel 1996, alla Galleria Lorenzelli di Milano, Ferrari presenta i Frammenti, quadri accomunati dalla rottura della linearità del segno, spezzato stavolta in tutte le direzioni, a incontrarsi e scontrarsi liberamente sullo spazio della tela.

## Un nuovo equilibrio compositivo
Con le Maternità (1999-2007), l'Artista ritrova invece un diverso e più raccolto equilibrio compositivo: un nucleo centrale, inteso come matrice del contenuto segnico, da cui scaturisce il quadro nella sua totalità, e una nettissima insistenza sui chiaroscuri nati dalla contrapposizione del nero e dell'oro.
Seguono concettualmente e in parte anche cronologicamente (dal 2003 al 2009) le opere alle quali dà il titolo di Oltre la soglia. Queste tele sono composte di due parti: una dominata dalla scrittura e un'altra rappresentata da una superficie di sabbia nera che sembra assorbire, ”ingoiare”, il “racconto”, quasi annullandolo. La scrittura lineare s'interrompe e sembra sospesa tra il passato (rappresentato dalla scrittura) e l'ignoto del futuro, sottendendo un'esplorazione più intimistica ed esistenziale, cui rimanda esplicitamente il titolo stesso. Nel 2005, invitato alla Quadriennale di Roma, all'interno della sezione di Arte Contemporanea, Ferrari realizza un'opera di grandi dimensioni (1,60 m x 3,60 m) appartenente a questa serie. Rientrano concettualmente in questo ciclo anche gli ampi murali che Ferrari esegue nel 2007 nella piazza Borgoverde di Vimodrone (MI), su tre lati di un vasto specchio d'acqua quadrangolare.

## La ricerca recente
Nel 2010 Agostino Ferrari presenta un nuovo ciclo, Interno/Esterno, in cui dall'insondabile e a tratti inquietante area nera della serie precedente esce nuova scrittura, il segno riconquista spessore e visibilità, quasi in un gesto di fiducia nelle capacità evolutive dell'Uomo, nella sua curiosità e capacità di reinventarsi. È di questi anni, anche una nuova attenzione da parte dell'Artista al Mediterraneo e alle Nazioni che vi si affacciano, nonostante nei decenni precedenti avesse esposto, oltre che in Italia, prevalentemente nell'Europa centrale (soprattutto in area tedesca). È, infatti, del 2011 la prima antologica in terra iberica, alla Fundación Cultural Frax (L'Alfàs del Pi, Alicante); e nel 2012 è il primo artista italiano a organizzare una mostra, in collaborazione con la locale sezione dell'Istituto Italiano di Cultura, nella Tunisia scaturita dalla primavera araba. L'esposizione, evocativamente intitolata Signes de rencontre e tenutasi presso il Centre National d'Art Vivant de Tunis, è stata inaugurata da un'inconsueta (per Agostino Ferrari) performance in compagnia del noto artista e calligrafo tunisino Nja Mahdaoui, coinvolgendo il pubblico presente.